# Kollege Crampton
Kollege Crampton ist eine Komödie in fünf Akten des deutschen Nobelpreisträgers für Literatur Gerhart Hauptmann, die am 16. Januar 1892 im Deutschen Theater Berlin mit dem Komiker Georg Engels in der Titelrolle uraufgeführt wurde.

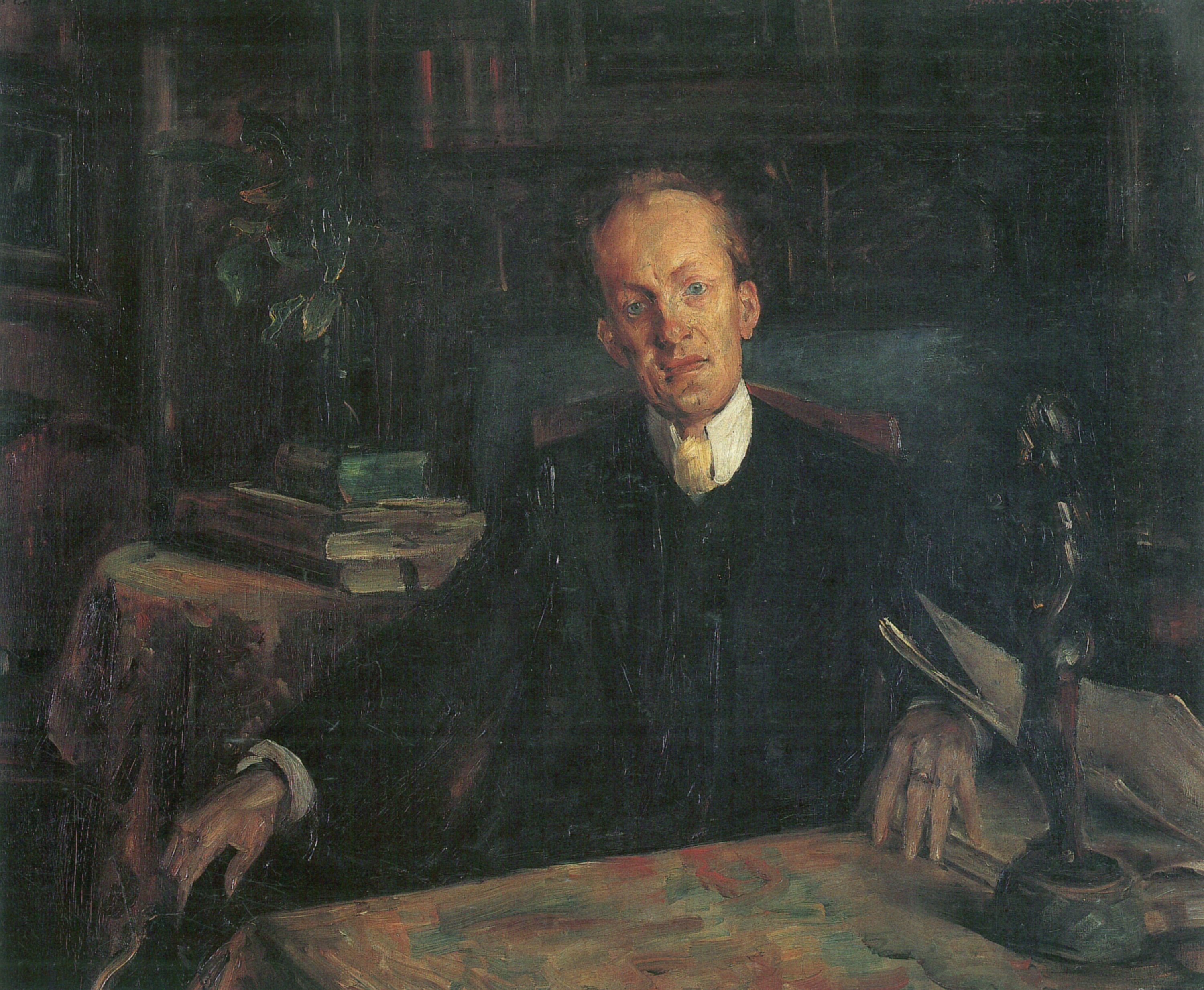
Gerhart Hauptmann auf einem Gemälde von Lovis Corinth anno 1900

## Entstehung
Nach den Dramen Vor Sonnenaufgang (1889), Das Friedensfest (1890) und Einsame Menschen (1891) probierte Gerhart Hauptmann ein Lustspiel, genauer eine Charakterkomödie. Auf die Idee war er im November 1891 gekommen, nachdem er sich in Berlin Molières Geizigen angesehen hatte. Das Vorbild für seinen Kollegen Crampton lieferte ihm der Professor für Malerei James Marshall, ein Original, das Gerhart Hauptmann 1880 bis 1882 an der Kunst- und Gewerbeschule Breslau erlebt hatte.

## Inhalt
Harry Crampton, renommierter Professor an der Kunstakademie einer schlesischen Stadt mit etwa 300 000 Einwohnern, ist ein pflichtvergessener Trinker. Seine 18-jährige hübsche, stattliche Tochter Gertrud erklärt das Phänomen dem relegierten 19-jährigen Kunststudenten Max Strähler so: „Sie wissen wohl, daß ich Papa meistens führen muß, er kann nicht allein gehen. Wenn er allein geht, bekommt er Schwindel … Sie wissen vielleicht, daß Papa die Nacht wieder nicht nach Hause gekommen ist.“
Max stellt dem Professor seinen um die 32 Jahre alten Bruder, den Fabrikbesitzer Adolf Strähler, vor. Adolf bedankt sich als Vormund der Waise Max für die guten Worte, die der bekannte Professor für den aus der Akademie gejagten Anfänger gefunden hat. Crampton hat momentan keinen Sinn für solches Gespräch, denn der Herzog visitiert soeben die Akademie. Leider kommt der hohe Gast nicht, wie angekündigt, in der Klasse des Malers vorbei, sondern verlässt vorzeitig die Kunstakademie. Weil der Trinker Crampton verschuldet ist, steht seine Amtsenthebung unmittelbar bevor. Seine Wohnung wurde bereits behördlich versiegelt.
Gertrud kennt Maxens 30-jährige Schwester, die Witwe Agnes, vom Konservatorium. Das junge Mädchen vertraut sich der Frau an: Die Ehe der Eltern steht vor dem Aus. Gertrud soll zur Mutter, will aber beim Vater bleiben und bittet Agnes um ein paar Tage Asyl – nur bis der Vater aufgefunden ist. Der Professor ist nämlich spurlos verschwunden.
Crampton vegetiert biertrinkend und kartenspielend im Hinterzimmer einer üblen Kaschemme.
Adolf wundert sich, warum Bruder Max zwei nebeneinanderliegende Ateliers für stolze 3000 Mark angemietet und die unter den Hammer gekommene Möblierung aus Cramptons Atelier zusammengekauft hat.
Max stöbert Crampton auf und setzt den verwunderten Professor ins Bild: Seine Schwester Agnes will Gertrud aufnehmen.
Max und Gertrud verloben sich. Agnes ist erfreut und Adolf nimmt das Ereignis kommentarlos hin. Die Verlobten richten, närrisch vor Freude, das neue Atelier des Professors – es hat gutes Licht – mit den alten Möbeln des Vaters ein. Max führt Crampton aus der Spelunke in das neue Atelier. Der Professor ist gerührt. Das junge Paar darf heiraten. Es scheint, als befände sich Crampton auf dem Wege der Besserung. Er will Agnes für 600 Taler porträtieren und vielleicht auch einen Konzertsaal in Görlitz ausmalen.

## Weitere Premieren
- Februar 1892: Burgtheater
- 24. Februar 1892: Breslau mit Friedrich Mitterwurzer in der Titelrolle[7][8]

## Verfilmung
- 30. April 1967 in der ARD: Kollege Crampton, 115 min-Fernsehfilm von Wilhelm Semmelroth mit Alfred Schieske in der Titelrolle, Barbara Schöne als Gertrud Crampton, Rolf Becker als Max Strähler, Heinz Schimmelpfennig als Adolf Strähler, Sigrid Bode als Agnes Wiesner und Stanislav Ledinek als Cramptons Faktotum Löffler.[9]

## Rezeption
- 1892: Die Theaterkritik habe die Komödie „als gelungene und bühnenwirksame Charakterstudie“ wahrgenommen.[10] Allerdings nennt sie Marx reichlich hundert Jahre später „ein sentimentalisch verklärtes Erinnerungsbild der frühen achtziger Jahre“.[11][A 3]
- 1952: Nach Mayer[12] wäre auch – blicken wir auf die kunstfeindliche Umgebung des Trinkers Crampton – statt der Komödie eine Tragödie aus dem Stoff machbar gewesen.
- 1993: Seyppel verurteilt das Stück als misslungen.[13]
- 1995: Leppmann schreibt, als Hauptmann mit dem Stück zum Deutschen Theater Berlin vorgedrungen war, sei er in der Achtung seiner Familie gestiegen[14] – auch, weil es als erstes Produkt finanziell ertragreich gewesen wäre. Das Premierenpublikum habe das Stück freundlich aufgenommen. Zwar habe Hauptmann damit keine Weltliteratur geliefert, doch der Prof. Crampton sei komisch geraten.[15] Mit der Tragikomödie Peter Brauer hat sich der Autor 1910 noch einmal einen Maler vorgenommen.[16]
- 1998: Sprengel[17] führt Komödie und Naturalismus als „Schulbeispiel“ für einen verzwickten, schwer überbrückbaren dramaturgischen Spagat an.

### Ausgaben
- Kollege Crampton. Komödie. S. 371–440 in Gerhart Hauptmann: Ausgewählte Dramen in vier Bänden. Bd. 1. Mit einer Einführung in das dramatische Werk Gerhart Hauptmanns von Hans Mayer. 692 Seiten. Aufbau-Verlag, Berlin 1952 (verwendete Ausgabe)

### Sekundärliteratur
- Gerhard Stenzel (Hrsg.): Gerhart Hauptmanns Werke in zwei Bänden. Band II. 1072 Seiten. Verlag Das Bergland-Buch, Salzburg 1956 (Dünndruck), S. 1046 Inhaltsangabe
- Joachim Seyppel: Gerhart Hauptmann (Köpfe des 20. Jahrhunderts; 121). Überarbeitete Neuauflage. Morgenbuch-Verlag, Berlin 1993, ISBN 3-371-00378-7
- Wolfgang Leppmann: Gerhart Hauptmann. Eine Biographie. Ullstein, Berlin 1996 (Ullstein-Buch 35608), 415 Seiten, ISBN 3-548-35608-7 (identischer Text mit ISBN 3-549-05469-6, Propyläen, Berlin 1995, untertitelt mit Die Biographie)
- Kollege Crampton, S. 65–68 in: Friedhelm Marx: Gerhart Hauptmann. Reclam, Stuttgart 1998 (RUB 17608, Reihe Literaturstudium). 403 Seiten, ISBN 3-15-017608-5
- Peter Sprengel: Geschichte der deutschsprachigen Literatur 1870–1900. Von der Reichsgründung bis zur Jahrhundertwende. München 1998, ISBN 3-406-44104-1
- Peter Sprengel: Gerhart Hauptmann. Bürgerlichkeit und großer Traum. Eine Biographie. 848 Seiten. C.H. Beck, München 2012 (1. Aufl.), ISBN 978-3-406-64045-2